# Šahruh Mirza
Šahruh Mirza (perzijsko شاهرخ میرزا, latinizirano: Šāhrokh Mīrzā), vladar vzhodnega dela Timuridskega cesarstva, * 20. avgust 1377,  Samarkand, Uzbekistan, † 13. marec 1447.

## Življenje
Mirza je bil četrti in najmlajši sin emirja Timur Lenka in njegove priležnice Togaj Turkan Age. Po Timurjevi smrti leta 1405 so se med njegovimi dediči, nekaterimi plemenskimi poglavarji in vojskovodji začeli boji za prevlado v cesarstvu. Turkmeni so leta 1410 osvojili Bagdad in opustošili zahodni del cesarstva, oblast v Perziji in Transoksaniji pa je bila od leta 1409 trdno v Šahruhovih rokah. Njegovo cesarstvo je nadziralo glavne trgovske poti med Vzhodom in Zahodom, vključno z legendarno  svilno potjo in neizmerno obogatelo.
Uničenje glavnih perzijskih mest je povzročilo selitev kulturnega središča cesarstva v Samarkand v sedanjem Uzbekistanu in Herat v sedanjem Afganistanu. Šahruh za svojo prestolnico ni izbral Samarkanda, ampak Herat. Herat je postal politično središče Timuridskega cesarstva in rezidenca njegovih najpomembnejših naslednikov, čeprav je imel tudi Samarkand  koristi od bogastva in privilegijev Šahruhovega dvora, ki je bil velik pokrovitelj umetnosti in znanosti.

## Kultura
Šahruhova žena Goharšad je financirala gradnjo izjemnih mošej in medres v Mašadu in Heratu. Goharšadina mošeja v Mašadu je bila dokončana leta 1418. Mešano etnično poreklo Timuridov je privedlo do drugačnih pogledov na kulturo, ki je postala kombinacija perzijske civilizacije in umetnosti in izposojenk iz Kitajske. Knjižna dela so se pisala v perzijskem, čagatajskem in arabskem jeziku.
Šahruh je perzijskemu zgodovinarju Hafizu Abru naročil pisanje številnih zgodovinskih in geografskih del. Mednje spada  Tāriḵ-e Šāhroḵ(i), zgodovina Šahruhovega vladanja od leta 816 po hidžri (1413–1414 n. št.). Avtor jo je kasneje vključil v obširnejšo zgodovinsko zbirko Majmuʿa-ye Ḥāfeẓ-e Abru (Zgodovina sveta) in Majmaʿ al-tawāriḵ [al-solṭāni(ya)] (zvezek Zobdat al-tawāriḵ-e Bāysonḡori).

## Zunanja politika
Med Šahruhovo vladavino so se odnosi med timuridsko državo in kitajsko dinastijo Ming, v kateri so vladali cesar Jongle in njegovi nasledniki, normalizirali. Med vladavino Timurja in prvega minškega cesarja Hongvuja so bili odnosi zelo napeti. Vojno med njima je preprečila Timurjeva smrt. Kitajske delegacije, ki jih je vodil Čen Čeng, so v letih 1414-1420 večkrat obiskale Samarkand in Herat. Leta 1419–1422 je bila na Kitajskem velika Šahruhova delegacija pod vodstvom Gijat Al Din Nakaša, ki je dogodke podrobno zapisoval v svoj dnevnik.

## Smrt in nasledstvo
Šahruh je umrl na potovanju v Raj v Perziji. Nasledil ga je sin Ulug Beg, ki je bil med očetovo vladavino podkralj Transoksanije.
Šahruh je imel pet sinov:
- Ulug Beg (1394-1449), podkralj Transoksanije
- Sultan Ibrahim Mirza (1394-1435), podkralj Perzije, ki je umrl pred očetom[7]
- Bajsongor (1397–1433), tretji najstarejši sin, ki ni nikoli dosegel položaja podkralja, vendar je igral pomembno vlogo v očetovem vladanju v Samarkandu; umrl je pred očetom, morda zaradi pretiranega popivanja[8]
- Mirza Sojurgatmiš Kan, podkralj Indije, ki je tudi umrl pred očetom
- Mirza Mohamed Džuki

Šahruha ja lahko nasledil samo Ulug Beg, ki je bil izvrsten matematik, vendar nesposoben vladar.

## Rekonstrukcija obraza
Sovjetski antropolog Mihail Mihajlovič Gerasimov je rekonstruiral obraze Timur Lenka, njegovega sina Šahruha in vnuka Ulug Bega. Medtem ko je imel Timurjev obraz značilne vzhodnoazijske poteze, je imel Ulug Begov, ki je bil sin tadžiške matere, bolj evropske. Na Ulug Begovem obrazu so prevladovale mongolske značilnosti brez vidnih evropskih potez.